# Soresina
Soresina är en ort och kommun i provinsen Cremona i regionen Lombardiet i Italien. Kommunen hade 8 929 invånare (2018).